# Емборе
Емборе (на гръцки: Εμπόριο, Емборио, катаревуса: Εμπόριον, Емборион) е село в Егейска Македония, Република Гърция, част от дем Еордея, област Западна Македония.

## География
Селото е разположено на 690 m надморска височина, на 14 km западно от демовия център град Кайляри (Птолемаида) в подножието на планината Мурик (Мурики).

## История

### Етимология
Името е от *ембор, тържище, пазар, стара заемка от гръцкото ἐμπόριον. В XIV век е засвидетелствано като Ѥборѥ. Сравнимо е с Ямборано, Кюстендилско.
Златко Каратанасов, учител в Емборе от 1884 до 1887 година, разказва следната легенда за името на селото:
| „ | Емборе е на равно място, а над емборските баири имало крепост. Когато турците превземали и покорявали тези кайлярски места откъм Дебрец викали командата „Де, бре!“, а другата команда откъм градеца викала „Инин буреа!“ и затова се нарекъл Емборе, а старото му име било Търговище... „Инин буреа“ ще рече слезте тук. Под градеца има доста обширно място и се нарича и сега Търговището. | “ |

### В Османската империя
В османските данъчни регистри от средата на XV век Ембория е споменато с 14 глави на семейства и двама неженени: Никола, Михал, Леко, Йорг, Димитри, Йорг, Божин, Стайко, Никола, Стамат, Мано, Стано, Стефан и Райко, и две вдовици Йелена и Мара. Общият приход за империята от селото е 952 акчета.
В османски данъчни регистри на немюсюлманското население от вилаета Филорине от 1626 – 1627 година селото е отбелязано под името Енбория със 71 джизие ханета (домакинства).
В края на XIX век Емборе е смесено българо-турско село. До към края на 60-те години селото е седалище на Мъгленската епархия, като катедрална църква е „Свети Мина“. В 1865 година в училището в селото започва да преподава емборецът поп Димитър. Съселянинът му Димитър Македонски научава поп Димитър да пише на български, изпраща му учебници и така в 1876 година (или в 1868) в Емборе е открито първото българско училище в Кайлярско. В 1884 година в селото преподава Арсени Костенцев и училището започва официално да се нарича българско.
Александър Синве („Les Grecs de l’Empire Ottoman. Etude Statistique et Ethnographique“), който се основава на гръцки данни, в 1878 година пише, че в Емборион (Emborion), Мъгленска епархия, живеят 320 гърци. В „Етнография на вилаетите Адрианопол, Монастир и Салоника“, издадена в Константинопол в 1878 година и отразяваща статистиката на населението от 1873 Ембари (Embari) е посочено като село в каза Джумали с 280 домакинства с 680 жители българи и 80 жители мюсюлмани.
Според Златко Каратанасов Емборе е градец с 300 къщи, от които 30 турски, а останалите чисто български. В Емборе има три църкви – главната „Свети Мина“, гробищната „Свети Николай“ и „Св. св. Константин и Елена“ (Еленица) – на северозапад в гората. В училището, издържано от Христо и Никола Върбенови, има четири пълни отделения, в които в 1884 година преподават Каратанасов, Атанас Попдимитров и Арсени Костенцев, а от учебната 1885 – 1886 година се открива и І клас. Леринският митрополит Калиник се опитва чрез пашата от Селфидже да затвори училището, но с подкуп Костенцев успява да спечели местните власти. В учебната 1885 – 1886 година Костенцев, който влиза в конфликт с българската община, е заместен от Христо Нечов от Битоля и в училището се открива ІІ клас.
В 1885 година с правителствено решение на българите са дадени църквите „Свети Мина“ и „Св. св. Константин и Елена“ (Еленица), а „Свети Николай“ остава за гъркоманите. В 1895 година владиката Йоаникий Мъгленски безуспешно се опитва да овладее „Свети Мина“ с аргумента, че в нея е погребан последният емборски владика. В резултат са арестувани председателят на българската община поп Димитър, синът му Кръстьо Димитров, чорбаджията Никола Чирков, внук му Динката Чирков, учителят Иван Чеков и няколко жени, сред които сестрата на Димитър Македонски Лена.
В 1889 година Стефан Веркович („Топографическо-этнографическій очеркъ Македоніи“) пише за Емборе:
| „ | Оттук [Липинци] на 1 час на юг лежи смесеното село Ембор с 22 мохамедански къщи и 53 нуфузи. Християнските къщи са 46 със 105 нуфузи. Данъкът е 7900 пиастри, десятъкът – 10000 пиастри, а инание-аскерие на християните – 3150 пиастри... В селото има 1 джямия и 3 църкви, а също така и домът, в който през повечето време живее Могленският митрополит. Тук има достатъчно вода и градини с различни плодни дървета и 1 мелница. Почвата на това село е много плодородна. Жителите са предимно българи и турци коняри. Село Ембор отстои на час и половина от Кайляр, на три четвърти час от Блаца и на час и половина от Клисура, където жителите му продават своите произведения и брашно. Разположено е в склоновете на Вермийската планина, близо до северозападната граница на каазата. | “ |

Атанас Шопов посещава Емборе и в 1893 година пише:
| „ | Емборе е най-голямото и най-богатото българско село в Кайлярско; то е богатичко и с добри и родолюбиви хора. Притежава красиво каменно училищно здание, направено от пожъртвованията на родолюбиви емборци... Емборе е отечеството на родолюбивите благодетели братя Върбенови, които ежегодно внасят по известна значителна сума за поддържание училището. Емборе е дало на българите и неколцина деятели както по църковния въпрос, още от самото негово зачало, тъй и по училищния; оттам са излезли учители, които са били полезни на народа още в самото начало на неговото възраждане... Емборе както и всички кайлярски български села, се намира в Леринска епархия, но отдавна не припознава ведомството на леринския гръцки владика. То едно време е било седалище на леринските митрополити... В Емборе има едно мъничко гръцко гнездо. Силогосът поддържа един гръцки учител, който събира и учи пет-шест деца. Има и един стар свещеник с изгубено вече зрение, който държи гръцка страна, защото получава от време на време едно малко парично пособие. Гръцки семейства няма, а има двоица-троица гъркомани, свързани с гърцизма чрез разни интереси. | “ |

Според статистиката на Васил Кънчов („Македония. Етнография и статистика“) в 1900 година Емборе има 1320 жители българи и 200 жители турци.
На Етнографската карта на Битолския вилает на Картографския институт в София от 1901 година Емборе е смесено село българи, гърци, власи и турци в Кайлярската каза на Серфидженския санджак с 230 къщи.
В началото на XX век почти цялото Емборе е под върховенството на Българската екзархия. По данни на секретаря на екзархията Димитър Мишев („La Macédoine et sa Population Chrétienne“) в 1905 година в селото има 1640 българи екзархисти и 120 патриаршисти. В селото функционират три български училища – две основни и едно прогимназиално. Главен учител е Никола Киров, а търговецът Ник. Андреев притежава дюкяни в Емборе.
В подготовката за въстание от ВМОРО Емборе е включено в Мокренския център. Мокренецът Анастас Симеонов описва ситуацията в селото преди Илинденско-Преображенското въстание в 1903 година:
| „ | с. Емборе съ около 300 кѫщи населено съ две трети съ българи и една съ турци. Бѣха организирани нѣколко души българи, начело съ учителя имъ Ив. Василевъ, който като делегатъ въ Смиловския конгресъ на революционния комитетъ на В.М.Р.О., знаейки за решената дата на възстанието, преди тая дата забѣгна въ Битоля. Емборе участвува въ възстанието само съ единъ човѣкъ... | “ |

Според статистика на Серфидженския санджак на гръцкото консулство в Еласона от 1904 година в Емборио (Εμπόριο), Кайлярска каза, живеят 400 гърци елинофони, 400 турци и 410 българи схизматици.
Като будно българско село Емборе пострадва значително от гръцката въоръжена пропаганда в Македония. След няколко заплашителни писма (вижте s:Писмо до жителите на село Емборе от гръцки андарти) на 27 април 1907 година селото е нападнато от гръцки андарти и отчасти опожарено, при което загиват няколко жени.
Христо Силянов в „Писма и изповеди на един четник“ пише за Емборе:
| „ | Емборе е първо българско село в Кайлярско и се слави с ученолюбието на жителите си и с добре уредено трикласно училище. Между всички македонски села то е дало най-много учители. Но емборяни не са тъй усърдни и към революционното дело. Съзнанието, че Емборе и няколко още съседни села са изолирано българско островче посред турско море, ги кара да странят от освободителната борба. По случайно съвпадение или повлияни от духа на селяните учителите, броят на които е значителен, също не се отличават с революционен жар. | “ |

След Младотурската революция на 16 януари 1909 година емборската община изпраща следната телеграма до Отоманския парламент:
| „ | Черквата „Св. Константин и Елена“, намираща се от преди 25 години в ръцете на българите от Емборе, което брои 200 къщи българи екзархисти и 20 къщи патриаршисти, преди 8 години гръцкият лерински владика с кайлярския каймакамин я взеха от нас българите и я предадоха на 20-те къщи гъркомани. Селото Палеор брои около 80 къщи екзархисти и гъркомани 30, докато последните имат право 3 пъти в месеца да се черкуват в единствената селска черква, екзархистите се допускат само два пъти. Това е една неправда спрямо българите. Жителите на селата Дорутово и Асан-кьой, бидейки българи, поискаха да четат в черквите и училищата на езика си, но кайлярският каймакамин не им позволи. Общински председател Папа Георги. | “ |

При избухването на Балканската война в 1912 година 26 души от Емборе са доброволци в Македоно-одринското опълчение.

### В Гърция
През войната селото е окупирано от гръцки части и остава в Гърция след Междусъюзническата война. Местните българи са подложени на терор, изнасилвания и друг натиск от страна на гръцката администрация и членовете на бившите гръцки чети, в резултат на което част от българското население се изселва в България. Боривое Милоевич пише в 1921 година („Южна Македония“), че Ембори има 250 къщи славяни християни и 50 къщи турци.
В 1924 година след гръцката катастрофа в Гръцко-турската война в Емборе са заселени 182 гърци бежанци от Мала Азия. В 1928 година Емборе е смесено местно-бежанско селище с 45 бежански семейства и 186 жители бежанци.
В документ на гръцките училищни власти от 1 декември 1941 година се посочва, че в Емборе живеят 200 „чуждогласни“ семейства и 70 бежански от Понт и Мала Азия.
Съборът на селото е на Свети Мина.
Традиционно населението се занимава със земеделие и със скотовъдство.
| Име         | Име          | Ново име    | Ново име    | Описание                     |
| ----------- | ------------ | ----------- | ----------- | ---------------------------- |
| Раскованица | Ρασκοβανίτσα | Аерас       | Άέρας       | връх в Мурик на ЮЗ от Емборе |
| Рамниот път | Ραμνίτ Πάτ   | Монопати    | Μονοπάτι    | връх в Мурик на З от Емборе  |
| Чернево     | Τσερνέβο     | Маврорема   | Μαυρόρεμα   | река в Мурик на З от Емборе  |
| Китен Таш   | Κεντέτας     | Оросимон    | Όρόσημον    | връх в Мурик на СЗ от Емборе |
| Бел камен   | Μπελκάμινο   | Аспропетра  | Άσπροπέτρα  | връх в Мурик на З от Емборе  |
| Дуливар     | Ντούλιβαρ    | Сидиропетра | Σιδηρόπετρα | връх в Мурик на Ю от Емборе  |

| Година    | 1913 | 1920 | 1928 | 1940 | 1951 | 1961 | 1971 | 1981 | 1991 | 2001 | 2011 | 2021 |
| --------- | ---- | ---- | ---- | ---- | ---- | ---- | ---- | ---- | ---- | ---- | ---- | ---- |
| Население | 1398 | 1180 | 1078 | 1177 | 1173 | 1169 | 917  | 924  | 922  | 1003 | 804  | 744  |

## Личности
Родени в Емборе
- Анастас Прокопанов (1907 – 1988), български учен, преподавател в Медицинския факултет в София
- Благой Димитров (1856 – 1944), български просветен деец
- Васил Бъчваров (1913 - 1984), български революционер
- Васил Василев (1896 – ?), български общественик
- Васил Каравасилев (1893 – 1924), български комунист
- Васил Марелов, български общественик
- Василиос Йоани Визас (1895 - 1974), гръцки политик
- Василиос-Евменис Визас (р. 1937), гръцки политик
- Димитър Константинов (1841 – 1918), български общественик
- Димитър Македонски (1848 – 1898), български просветен деец
- Димитър Пападжаков (1900 – 1938), български комунист, интербригадист
- Димитър Стоянов Биволаров Емборец, български общественик
- Иван Василев (1864 – ?), български просветен деец
- Карл Джордж Чотов – певец и артист, работил в САЩ
- Коста Стоянов Биволаров Емборец (1848 – 1929), български обществен деец
- Крум Пиндов (1915 – 2013), канадски бизнесмен
- Кузман Георгиевски (1927 – ), учен и писател от Северна Македония
- Методи Василев, Светиврачки околийски войвода на ВМРО в 1922 година, брат на Васил Василев[34]
- Наум Г. Върбенов (Наум Македонски) (? – 1901), български и руски военен деец
- Никола Г. Върбенов (? – 1922), български търговец и дарител
- Никола Котев (1886 - ?), български революционер от ВМОРО, четник на Пандо Сидов[35]
- Никола Узунов (1930 – 2010), учен от Северна Македония, академик на МАНИ
- Никола Христов, завършил медицина в Монпелие в 1885 година[36]
- Никола Чирков и Георги Петрагонов, членове на хукюмата в Кайляри[37]
- Симеон Евтимов (1896 – 1932), български революционер и журналист
- Ставре Христов (1897 - 1928), български революционер от ВМРО
- Ставри Мицарев (1914 - ?), български революционер и военен
- Филип Димитров, български просветен деец
- Христо Г. Върбенов (1848 – 1903), български общественик, баща на Димитър Върбенов (1884 – 1961)
- Христо Бъздов, български лекар, завършил в Русия, работил в България[38]
- Янаки П. Мицарев, участник Балканските войни

Македоно-одрински опълченци
- Анастас М. Попов (1884 – ?), македоно-одрински опълченец, жител на Варна, Продоволствен транспорт на МОО[40]
- Атанас Димитров, македоно-одрински опълченец, 2 рота на 11 сярска дружина[41]
- Атанас Костов Думов (Думев) (1875 – 1917), македоно-одрински опълченец, 1 рота на 6 охридска дружина,[42] загинал през Първата световна война[43]
- Атанас Христов (1869 – ?), македоно-одрински опълченец, 1 и 3 рота на 6 охридска дружина, ранен в Междусъюзническата война на 20 юни 1913 година, носител на орден „За храброст“[44]
- Васил Д. Муков, македоно-одрински опълченец, четата на Пандо Шишков[45]
- Васил Каракуков, македоно-одрински опълченец, четата на Пандил Шишков[46]
- Васил П. Румбов, македоно-одрински опълченец, четата на Пандо Шишков[47]
- Геле П. Жаков, македоно-одрински опълченец, Сборна партизанска рота на МОО[48]
- Димитър Симеонов (1888/1892 – 1913), македоно-одрински опълченец, 1 рота на 6 охридска дружина, починал в болница[49]
- Ив. Д. Костов (Костенцев, 1892 – ?), македоно-одрински опълченец, четата на Дончо Златков, 2 рота на 5 одринска дружина[50]
- Илия Димитров, македоно-одрински опълченец, 1 рота на 7 костурска дружина[51]
- Кирил Иванов (1894 – ?), македоно-одрински опълченец, Солунски доброволчески отряд[52]
- Кольо П. Жаков, македоно-одрински опълченец, четата на Пандил Шишков[48]
- Коста Василев Друмчеков (1873 – 1913), македоно-одрински опълченец, 1 рота на 6 охридска дружина, загинал в Междусъюзническата война при връх Редки буки[53]
- Кузман Кузманов, македоно-одрински опълченец, 4 рота на 8 костурска дружина[54]
- Минчо Николов, македоно-одрински опълченец, жител на Варна, 3 рота на 8 костурска дружина, носител на орден „За храброст“[55]
- Никола Бъчваров, македоно-одрински опълченец, четата на Пандо Шишков.[56] Според други сведения е от Лъка[57]
- Никола Иванов Врингов (1886 – ?), македоно-одрински опълченец и български общественик
- Пандо М. Попов (1885 – ?), македоно-одрински опълченец, партизанска рота на подпоручик Никола Лефтеров, 4 рота на 10 битолска дружина, носител на орден „За храброст“ IV степен[58]
- Петър Димитров (1895/1897 – ?), македоно-одрински опълченец, Нестроева рота на 6 охридска дружина[59]
- Петър Мачангаров, македоно-одрински опълченец, четата на Пандо Шишков, Сборна партизанска рота на МОО[60]
- Симеон Василев (1886 – ?), македоно-одрински опълченец, 3 рота на 7 кумановска дружина, носител на орден „За храброст“ IV степен[61]
- Симеон Христов, македоно-одрински опълченец, 2 рота и щаб на 8 костурска дружина, носител на орден „За храброст“ IV степен[62]
- Ставре Георгиев (1892 – ?), македоно-одрински опълченец, 1 рота на 6 охридска дружина,[63] починал в София[64]
- Ставри Василев, македоно-одрински опълченец, четата на Пандо Шишков[61]
- Фотий Петров (Фоти, 1885 – ?), македоно-одрински опълченец, 1 рота на 6 охридска дружина[65]

Други
- Аспарух Пописаков (1914 – 1989), български общественик по произход от Емборе[66]
- Димитър Върбенов (1884 – 1961), български политик, по произход от Емборе
- Манол Димитров (1894 – 1944), български общественик и писател, по произход от Емборе
- Коста Стефанов (1894 – 1972), български писател, кмет на Плевен, по произход от Емборе
- Стефан Димитров (1893 – 1958), български просветен деец, по произход от Емборе

## Други
На Емборе е наречена улица в квартал „Орландовци“ в София (Карта).